# Status legal dos cogumelos psilocibinos

Legalização dos cogumelos psilocibinos no mundo:
Legal
Legal para uso médico e descriminalizado
Ambíguo/parcialmente legal/descriminalizado
Estado ilegal com cidades descriminalizadas
Ilegal

O status legal de ações não autorizadas com cogumelos psilocibinos varia em todo o mundo. A psilocibina e a psilocina são listadas como drogas da Tabela I sob a Convenção das Nações Unidas sobre Substâncias Psicotrópicas de 1971. As drogas da Tabela I são definidas como drogas com alto potencial de abuso ou drogas que não têm usos médicos reconhecidos. No entanto, os cogumelos psilocibinos tiveram vários usos medicinais e religiosos em dezenas de culturas ao longo da história e têm um potencial significativamente menor de abuso do que outras drogas da Tabela I.
Os cogumelos psilocibinos não são regulamentados pelos tratados da ONU. Muitos países, no entanto, têm algum nível de regulamentação ou proibição dos cogumelos psilocibinos (por exemplo, a Lei de Substâncias Psicotrópicas dos EUA, a Lei de Uso Indevido de Drogas do Reino Unido de 1971 e a Lei Canadense de Drogas e Substâncias Controladas). No Brasil, a venda e a posse não são consideradas ilegais.
Em algumas jurisdições, os esporos de Psilocybe são legais para vender e possuir, porque não contêm psilocibina nem psilocina. Em outras jurisdições, eles são proibidos porque são itens usados na fabricação de medicamentos. Algumas jurisdições (como os estados americanos da Califórnia, Geórgia, e Idaho) proibiram especificamente a venda e posse de esporos de cogumelos com psilocibina. O cultivo de cogumelos com psilocibina é considerado fabricação de medicamentos na maioria das jurisdições e é frequentemente severamente penalizado, embora alguns países tenham decidido que o cultivo de cogumelos com psilocibina não se qualifica como "fabricação" de uma substância controlada.

## História
Nos Estados Unidos, a psilocibina (e a psilocina) foram primeiramente submetidas à regulamentação federal pelas Emendas de Controle de Abuso de Drogas de 1965, um produto de um projeto de lei patrocinado pelo senador Thomas J. Dodd. A lei — aprovada em julho de 1965 e efetivada em 1º de fevereiro de 1966 — foi uma emenda à Lei Federal de Alimentos, Medicamentos e Cosméticos e tinha como objetivo regular a "posse, fabricação ou venda não licenciada de drogas depressivas, estimulantes e alucinógenas". Os próprios estatutos, no entanto, não listavam as "drogas alucinógenas" que estavam sendo regulamentadas. Em vez disso, o termo "drogas alucinógenas" pretendia se referir às substâncias que se acreditava terem um "efeito alucinógeno no sistema nervoso central".
Apesar das disposições aparentemente rígidas da lei, muitas pessoas estavam isentas de processo. Os estatutos "permitiam que ... as pessoas possuíssem tais drogas, desde que fossem para uso pessoal do possuidor, [para] um membro de sua família ou para administração a um animal". A lei federal que proibiu especificamente a psilocibina e a psilocina foi promulgada em 24 de outubro de 1968. As substâncias teriam "alto potencial de abuso", "nenhum uso médico atualmente aceito" e "falta de segurança aceita". Em 27 de outubro de 1970, tanto a psilocibina quanto a psilocina foram classificadas como drogas da Tabela I e foram simultaneamente rotuladas como "alucinógenos" sob uma seção da Lei Abrangente de Prevenção e Controle do Abuso de Drogas conhecida como Lei de Substâncias Controladas. As drogas da Tabela I são drogas ilícitas que alegam não ter nenhum benefício terapêutico conhecido. Os investigadores da Johns Hopkins sugerem que se a psilocibina passar nos ensaios clínicos de fase III, deverá ser recategorizada como um medicamento de categoria IV, como os medicamentos prescritos para dormir, mas com um controle mais rigoroso.
A Convenção das Nações Unidas sobre Substâncias Psicotrópicas (adotada em 1971) exige que seus membros proíbam a psilocibina, e as partes do tratado são obrigadas a restringir o uso da droga à pesquisa médica e científica sob condições estritamente controladas. No entanto, os cogumelos que contêm a droga não foram especificamente incluídos na convenção, devido em grande parte à pressão do governo mexicano.
A maioria das leis nacionais sobre drogas foi alterada para refletir os termos da convenção; exemplos incluem a Lei do Reino Unido sobre o Uso Indevido de Drogas de 1971, a Lei dos EUA sobre Substâncias Psicotrópicas de 1978, a Norma Australiana sobre Venenos (outubro de 2015), a Lei Canadense sobre Drogas e Substâncias Controladas de 1996, e a Lei Japonesa de Controle de Narcóticos e Psicotrópicos de 2002. A posse e o uso de psilocibina são proibidos em quase todas as circunstâncias e muitas vezes acarretam severas penalidades legais.

## Complexidades da execução
A posse e o uso de cogumelos psilocibinos, incluindo as espécies azuis de Psilocybe, são proibidos por extensão. No entanto, em muitas leis nacionais, estaduais e provinciais sobre drogas, tem havido muita ambiguidade sobre o status legal dos cogumelos psilocibinos, bem como um forte elemento de aplicação seletiva em alguns lugares. A maioria dos tribunais estaduais dos EUA considerou o cogumelo um "recipiente" de drogas ilícitas e, portanto, ilegal. Uma brecha complica ainda mais a situação legal — os esporos dos cogumelos psilocibinos não contêm as drogas e são legais de possuir em muitas áreas. As jurisdições que promulgaram ou alteraram especificamente leis para criminalizar a posse de esporos de cogumelos psilocibinos incluem a Alemanha (desde 1998), e Califórnia, Geórgia e Idaho nos Estados Unidos. Como consequência, existe uma economia subterrânea ativa envolvida na venda de esporos e materiais de cultivo, e uma rede social baseada na Internet para apoiar a atividade ilícita.

## Lista por país
| País                     | Posse | Venda | Transporte | Cultivo | Notas |
| ------------------------ | --- | --- | --- | --- | --- |
| África do Sul            | Ilegal | Ilegal | Ilegal | Legal (kits de cultivo e esporos são legais) | Psilocina (4-hidroxidimetiltriptamina) e Psilocibina (4-fosforiloxi-N,N-dimetiltriptamina) são listadas como "substâncias indesejáveis produtoras de dependência". |
| Alemanha                 | Ilegal | Ilegal | Ilegal | Ilegal, mas os esporos são legais para microscopia | Ilegal se for para fins de intoxicação. |
| Austrália                | Ilegal | Ilegal | Ilegal | Ilegal, mas esporos ou kits mágicos não são ilegais, pois não contêm psilocibina | O cultivo, a fabricação, a posse, o uso e o fornecimento de psilocibina são ilegais em toda a Austrália. A partir de julho de 2023, psiquiatras autorizados podem prescrever psilocibina para depressão resistente ao tratamento. |
| Áustria                  | Legal | Ilegal | Legal | Legal (nenhuma restrição para cultivo, desde que os cogumelos não sejam destinados ao uso como drogas) | A posse e uso pessoal de cogumelos psilocibinos não é criminalizado. O cultivo é tecnicamente legal, desde que os cogumelos não sejam colhidos para uso. Vender, oferecer ou fornecer acesso aos cogumelos a terceiros é ilegal. |
| Bahamas                  | Legal | Ilegal | Legal | Legal para uso privado | Cogumelos mágicos são totalmente legais nas Bahamas, no entanto psilocibina e psilocina são substâncias controladas pela Convenção das Nações Unidas sobre Entorpecentes. |
| Bélgica                  | Ilegal | Ilegal | Ilegal | Ilegal, mas não controlado | Na Bélgica, o cultivo de cogumelos é proibido desde a promulgação da Lei Penal de 25 de fevereiro de 1921. A posse e a venda de cogumelos são proibidas desde o Decreto Real de 22 de janeiro de 1998. |
| Belize                   | Ilegal | Ilegal | Ilegal | Esporos de cogumelos ilegais não são aplicados quando um psiconauta cultiva ou cultiva em sua casa | Em Belize, a psilocina está listada na Lei de Abuso de Drogas e prevê uma pena de "5 anos, 100.000 dólares ou ambos". |
| Bolívia                  | Ilegal | Ilegal | Ilegal | Ilegal | Na Bolívia, a psilocibina e a psilocina são substâncias proibidas. |
| Brasil                   | Legal | Legal | Legal | Legal | Apenas a psilocibina e a psilocina são listadas como ilegais, mas não as espécies fúngicas em si. A Constituição Federal determina que um ato deve ser previamente declarado como ilegal por uma lei. Portanto, os cogumelos psilocibinos não podem ser considerados ilegais em si. Também não há jurisprudências legais disponíveis sobre o tema, nem registros de pessoas sendo presas especificamente por usar, cultivar ou possuir cogumelos psilocibinos no país. Eles são vendidos principalmente pela internet em sites especializados, sem enfrentar perseguição da polícia brasileira. |
| Bulgária                 | Ilegal | Ilegal | Ilegal | Ilegal | Na Bulgária, a psilocibina e a psilocina são substâncias proibidas. Elas estão listadas na "Lista I", que inclui todas as plantas e substâncias com alto grau de risco à saúde pública devido ao efeito nocivo do abuso. Elas são proibidas para uso em medicina humana e veterinária. |
| Camboja                  | Ilegal (não aplicado) | Ilegal (não aplicado) | Ilegal (não aplicado) | Ilegal (não aplicado) | No Camboja, os cogumelos psilocibinos são proibidos, mas em muitas partes do país, especialmente as turísticas, são ignorados pelas autoridades legais, como acontece com outras drogas ilegais. |
| Canadá                   | Ilegal (não aplicado) | Ilegal (não aplicado), legal medicamente | Ilegal (não aplicado) | Ilegal (não aplicado) | Os kits de esporos de cogumelos são legais e vendidos abertamente em lojas ou na internet, pois os esporos e kits em si são legais, pois não contêm psilocibina/psilocina. Psilocibina e psilocina são ilegais de possuir, obter ou produzir sem uma isenção ou licença, pois são da lista III da Lei de Drogas e Substâncias Controladas. Existem dispensários online que vendem microdoses ilegalmente. Em setembro de 2019, uma moção para aumentar os esforços de fiscalização contra a venda de cogumelos mágicos foi rejeitada pelo conselho de Vancouver. Esforços estão em andamento para obter isenções para uso médico e de pesquisa sob a Seção 56 do CDSA. Em 2020, onze pacientes em fim de vida, incluindo possivelmente também um primeiro paciente não paliativo, receberam uma isenção para buscar psicoterapia assistida por psilocibina para ajudar a aliviar a ansiedade e a depressão. Em 2020, 16 profissionais de saúde receberam permissão do Ministério da Saúde para usar psilocibina para ajudar a desenvolver terapias para uso futuro. Em 2021, foram concedidas isenções para usar a terapia com psilocibina como tratamento para problemas de saúde mental. Os reguladores de saúde do Canadá anunciaram que o governo permitiria que os médicos solicitassem acesso a psicodélicos em nome de pacientes com condições médicas graves ou com risco de vida. Isso isentou os pacientes de serem processados pela polícia. Em 5 de outubro de 2022, a Província de Alberta anunciou que efetivamente tornaria todos os psicodélicos, incluindo cogumelos psilocibina, legais e regulamentados para uso medicinal a partir de janeiro de 2023. |
| Chéquia                  | Ilegal (descriminalizado) | Ilegal | Ilegal | Ilegal (descriminalizado); esporos não são ilegais pois não contêm psilocibina | É legal comprar, vender e possuir esporos. A posse de drogas para uso pessoal e o cultivo de plantas e cogumelos contendo uma substância narcótica ou psicotrópica "em pequena quantidade" são excluídos do processo criminal. Essas violações da lei são punidas pela lei administrativa como uma contravenção (Lei nº 200/1990 Coll., Lei de Violações). |
| Chile                    | Ilegal, mas tolerado e descriminalizado para pequenas quantidades | Ilegal | Ilegal | Ilegal (kits de cultivo, esporos e micélio são legais) | A psilocibina e a psilocina estão listadas como drogas narcóticas na Lei nº 20.000. Houve alguns relatos recentes de prisão por venda e posse de cogumelos mágicos no Chile, bem como indicações de que seu uso está se tornando mais popular no país. No entanto, os esporos e kits de Psilocybe são completamente legais e vendidos abertamente em sites chilenos especializados. |
| Chipre                   | Ilegal (descriminalizado) | Ilegal | Ilegal | Ilegal não aplicado (descriminalizado) | Cogumelos mágicos são muito raros no Chipre. Embora a posse e o consumo sejam ilegais, um indivíduo que foi descoberto pedindo cogumelos com psilocibina pela internet foi multado em 1500 euros e não foi condenado à prisão. |
| Croácia                  | Ilegal (descriminalizado) | Ilegal | Ilegal | Ilegal (não aplicado) | Desde 2013, a posse de uma pequena quantidade de drogas leves é uma contravenção, que pode levar a uma multa de 5.000–20.000 kn (US$ 800–3.500), dependendo do caso em questão. |
| Dinamarca                | Ilegal | Ilegal | Ilegal | Ilegal | A venda e posse de psilocibina são ilegais há muito tempo; no entanto, o cultivo/coleta, processamento, venda e posse de cogumelos com psilocibina eram legais até 1º de julho de 2001, quando o Ministério da Saúde dinamarquês os proibiu. |
| Eslováquia               | Ilegal (ambíguo) | Ilegal (ambíguo) | Ilegal (ambíguo) | Ilegal (ambíguo) | Há pouca experiência jurídica na Eslováquia sobre a avaliação legal de cogumelos mágicos, tornando sua legalidade um tanto ambígua. Pequenas quantidades poderiam ser tratadas como psilocina no país, mas grandes quantidades podem ser consideradas como uma "preparação" de um crime de tráfico de drogas, que tem a mesma sentença de um crime realmente cometido. |
| Eslovênia                | Ilegal pode ser tratado como psicocina | Ilegal | Ilegal | Ilegal pode ser tratado como psicocina | Na Eslovênia, os cogumelos são ilegais, uma vez que são considerados psilocina. |
| Espanha                  | Ilegal (descriminalizado para uso pessoal em local privado) | Ilegal | Ilegal | Ilegal (descriminalizado para uso pessoal em local privado) | Os cogumelos com psilocibina são considerados ilegais para venda, e sua posse e cultivo são legais quando tratados como cogumelos. A posse, produção e distribuição de psilocibina são ilegais, mas seu consumo em locais privados é descriminalizado. Isso torna a legalidade dos cogumelos com psilocibina, kits de cultivo e esporos ambígua e geralmente é baseada na intenção de uso e na interpretação da lei pelo juiz. |
| Estados Unidos           | Ilegal (descriminalizado em Seattle, Washington; Ann Arbor, Michigan; Berkeley, Oakland, Santa Cruz, São Francisco, Califórnia; Somerville e Cambridge, Massachusetts; Oregon e Washington D. C.; legal no Colorado) | Ilegal (as vendas entre entidades médicas permitidas podem ser permitidas em certas cidades e estados onde são descriminalizadas)                                                                           | Ilegal (descriminalizado em Seattle, Washington; Ann Arbor, Michigan; Oakland e Santa Cruz, Califórnia; Somerville e Cambridge, Massachusetts; Oregon; e Washington D. C.; legal no Colorado)               | Ilegal (os esporos são legais na maioria dos estados, o cultivo total é descriminalizado em Seattle, Washington; Ann Arbor, Michigan; Oakland e Santa Cruz, Califórnia; Somerville e Cambridge, Massachusetts; Oregon; e Washington D. C.; legal no Colorado) | Nos Estados Unidos, a posse de cogumelos contendo psilocibina é ilegal porque eles contêm as drogas da Tabela I psilocina e psilocibina. Os esporos, que não contêm substâncias químicas psicoativas, são explicitamente ilegais na Geórgia, Idaho e Califórnia. No resto do país, não é ilegal apenas vender os esporos, mas vendê-los com o propósito de produzir cogumelos alucinógenos é ilegal. Exceto para fins ornamentais, cultivar, vender ou possuir Psilocybe spp. e Conocybe spp. é proibido pela Lei Estadual de Louisiana 159. As cidades de Denver, Colorado, Oakland, Califórnia, Santa Cruz, Califórnia, e Ann Arbor, Michigan descriminalizaram a droga. Em 3 de novembro de 2020, durante a eleição presidencial dos EUA de 2020, o estado de Oregon votou em uma iniciativa para legalizar a psilocibina para tratamento de saúde mental em centros licenciados e para descriminalizar a posse de pequenas quantidades de todas as drogas. A nova lei entrou em vigor em 1º de fevereiro de 2021. No mesmo dia, Washington, D, C. aprovou uma iniciativa para descriminalizar o cultivo e a posse de "plantas e fungos enteogênicos". Em 2021, os Conselhos Municipais de Somerville, Northampton, Cambridge, Massachusetts e Seattle, Washington votaram pela descriminalização. A Califórnia apresentou o Projeto de Lei 58 do Senado em 2023, que teria descriminalizado muitos psicodélicos, incluindo a psilocibina, mas foi vetado pelo governador Newsom citando a necessidade de 1) diretrizes de tratamento e dosagem, 2) regras para proteger os pacientes de serem explorados durante o tratamento e 3) maneiras de garantir que eles não tenham psicoses subjacentes. Em 7 de setembro de 2022, os legisladores de São Francisco aprovaram por unanimidade uma medida pedindo a descriminalização do uso de plantas enteogênicas. Em 8 de novembro de 2022, os eleitores do Colorado aprovaram a Proposta 122, a Lei de Saúde e Medicina Natural, descriminalizando a psilocibina (incluindo cogumelos com psilocibina), psilocina, dimetiltriptamina (também conhecida como DMT), ibogaína e mescalina, para maiores de 21 anos. Isso também legalizou "centros de cura" licenciados onde os pacientes podem experimentar psilocibina sob supervisão (que também pode ser expandido para incluir DMT, ibogaína e mescalina), também apenas para maiores de 21 anos. A iniciativa também permite que maiores de 21 anos cultivem, possuam e compartilhem as substâncias psicodélicas, mas não as vendam para uso pessoal, com efeito imediato. O programa regulamentado de acesso à medicina natural ou "centros de cura" será estabelecido até o final de 2024. |
| Estónia                  | Ilegal | Ilegal | Ilegal | Ilegal | Tanto a psilocibina como os cogumelos são expressamente proibidos na Estónia, de acordo com a Lei sobre Estupefacientes e Substâncias Psicotrópicas. |
| Filipinas                | Legal (ambíguo) | Ilegal (ambíguo) | Ilegal (ambíguo) | Legal (ambíguo) | O status legal dos cogumelos psilocibina como uma droga veio à tona quando estudantes do ensino médio foram hospitalizados após consumir os cogumelos por sua propriedade psicodélica em 2019. Os cogumelos psilocibina em si não estão na "lista de drogas incluídas na programação" sob a Lei Abrangente de Drogas Perigosas de 2002 e, portanto, a Agência Filipina de Repressão às Drogas (PDEA) não pode prender os alunos e apenas emitir um aviso contra o uso dos cogumelos na melhor das hipóteses. As Filipinas são signatárias da Convenção das Nações Unidas sobre Entorpecentes, que lista a psilocibina como uma substância da Tabela I. No entanto, a PDEA realizou prisões de traficantes de drogas ilegais que também vendiam cogumelos com psilocibina juntamente com outras substâncias ilegais no passado. |
| Finlândia                | Ilegal | Ilegal | Ilegal | Ilegal | A partir de 1º de setembro de 2008, a nova 1ª seção do capítulo 50 do código penal proíbe especificamente (tentativa de) cultivar cogumelos Psilocybe. |
| França                   | Ilegal | Ilegal | Ilegal | Ilegal, mas os esporos são sempre legais | Na França, os cogumelos com psilocibina são listados como narcóticos desde 1º de junho de 1966; portanto, posse, uso, transporte e coleta estão sujeitos a sanções criminais. |
| Grécia                   | Ilegal, a menos que seja tratado como psilocina | Ilegal, a menos que seja tratado como psilocina | Ilegal | Legal para consumo humano privado, mas não para venda, pode ser tratado como psilocina, pois a psilocibina pode ser legal ou lícita | O cultivo é proibido. Para venda e posse, cogumelos alucinógenos podem ser tratados como psilocina. |
| Hong Kong                | Ilegal | Ilegal | Ilegal | Ilegal | O cultivo é proibido, e a venda e posse são ilegais. |
| Hungria                  | Ilegal | Ilegal | Ilegal | Ilegal | Na Hungria, os cogumelos são especificamente ilegais nos termos do art. 282 do Código Penal, uma vez que são tratados como psilocina. |
| Ilhas Virgens Britânicas | Legal | Ilegal (não aplicado) | Ilegal (não aplicado) | Legal | Onde os cogumelos crescem naturalmente, é legal possuir e consumir cogumelos com psilocibina; no entanto, sua venda é ilegal. Apesar disso, muitas empresas os vendem abertamente. |
| Índia                    | Ilegal (não aplicado) | Ilegal (não aplicado) | Ilegal (não aplicado) | Ilegal (não aplicado) | Os cogumelos psilocibinos são oficialmente ilegais na Índia, mas a sua proibição é mal aplicada devido à falta de sensibilização das autoridades. Embora tenham sido registadas detenções, estas são pouco frequentes e muitas áreas na Índia são consideradas destinos não oficiais de "turismo psicodélico". |
| Indonésia                | Ilegal (não aplicado) | Ilegal (não aplicado) | Ilegal (não aplicado) | Ilegal (não aplicado) | Os cogumelos psilocibina são ilegais, classificados como droga ilegal tipo 1 com pena de morte. Mas atualmente as ações policiais têm sido feitas com mais frequência. Os cogumelos psilocibina são anunciados abertamente em cafés em Bali e nas Ilhas Gili. |
| Irlanda                  | Ilegal | Ilegal | Ilegal | Ilegal (não aplicado) | Até 31 de janeiro de 2006, os cogumelos psilocibinos não preparados eram legais na República da Irlanda. Naquela data, eles foram tornados ilegais por uma ordem ministerial. Esta decisão foi parcialmente baseada na morte do Dubliner Colm Hodkinson, de 33 anos, que pulou de uma sacada para a morte em 30 de outubro de 2005, após consumir cogumelos psilocibinos comprados legalmente junto com álcool e maconha. |
| Islândia                 | Ilegal | Ilegal | Ilegal | Ilegal | De acordo com o artigo 6 da Lei de Substâncias Ilícitas, a psilocibina, o DMT, a mescalina, o LSD e a cannabis, entre outros psicodélicos, são completamente ilegais na Islândia, independentemente da finalidade. |
| Israel                   | Ilegal (Ilegal para consumo pessoal) | Illegal (Illegal for personal consumption) | Ilegal (Ilegal para consumo pessoal) | Ilegal (Ilegal para consumo pessoal) | De acordo com as leis israelitas sobre drogas, a psilocibina e a psilocina são ilegais, mas os cogumelos que contêm psilocibina são legais para posse, cultivo e venda, desde que não sejam usados para fins pessoais. Há registos de pessoas presas por cultivar e vender grandes quantidades de cogumelos mágicos para fins recreativos no país. |
| Itália                   | Ilegal (descriminalizado) | Ilegal (descriminalizado) | Ilegal (descriminalizado) | Ilegal (descriminalizado) | Esporos são legais para comprar, vender e possuir. Kits de cultivo são ilegais. |
| Jamaica                  | Legal para consumo e venda | Ilegal | Legal | Legal para uso privado | Os cogumelos psilocibinos nunca foram considerados ilegais e são vendidos abertamente. A empresa jamaicana Cosmic Mushrooms apresenta-se como a primeira cultivadora de cogumelos mágicos. |
| Japão                    | Ilegal | Ilegal | Ilegal | Ilegal (esporos são legais) | Antes de 2002, os cogumelos com psilocibina estavam amplamente disponíveis no Japão e eram frequentemente vendidos em lojas de venda por correspondência, vendedores online e em head shops em todo o Japão; de acordo com Hideo Eno da divisão de narcóticos do Ministério da Saúde do Japão, antes de 2002, "Você pode encontrá-los [cogumelos com psilocibina] em qualquer lugar." Em junho de 2002, o Ministério da Saúde, Trabalho e Bem-Estar do Japão adicionou cogumelos com psilocibina à Lista de Narcóticos da Lei de Controle de Drogas Narcóticas e Psicotrópicas, possivelmente em preparação para a Copa do Mundo e em resposta a um caso amplamente divulgado de envenenamento por cogumelos. O uso, produção, tráfico, cultivo ou posse de cogumelos com psilocibina agora é ilegal no Japão. O policial metropolitano diz que os esporos são legais onde não contêm psilocibina. |
| Laos                     | Ilegal (não aplicado) | Ilegal (não aplicado) | Ilegal (não aplicado) | Ilegal (não aplicado) | Os cogumelos psilocibinos são ilegais, mas vendidos abertamente em empresas, especialmente em Vang Vieng. |
| Letônia                  | Ilegal | Ilegal | Ilegal | Ilegal | O cultivo de cogumelos psilocibinos é ilegal na Letônia, segundo o artigo 256 do Código Penal, em caso de reincidência. Tanto a posse quanto a venda deles são consideradas substâncias narcóticas. |
| Lituânia                 | Ilegal | Ilegal | Ilegal | Ilegal | Na Lituânia, o cultivo é proibido pelo art. 265 do Código Penal, a posse e a venda são ilegais segundo os códigos administrativo e penal. |
| Luxemburgo               | Ilegal | Ilegal | Ilegal | Ilegal | No Luxemburgo, os cogumelos são considerados fontes de psilocibina e psilocina e, portanto, sujeitos a perseguição legal. |
| México                   | Ilegal (não aplicado se estiver na cultura nativa) | Ilegal | Ilegal | Ilegal (kits de cultivo, esporos e micélio são legais, não são aplicados quando cultivados na natureza e ao ar livre na natureza) | A psilocina e a psilocibina são proibidas pela Ley General de Salud de 1984, que também menciona especificamente os fungos que contêm psilocibina como abrangidos pela lei, e menciona Psilocybe mexicana e Psilocybe cubensis em particular. No entanto, essas leis raramente, ou nunca, são aplicadas contra usuários indígenas de fungos psicoativos. O governo mexicano também assumiu especificamente a posição de que a ocorrência selvagem de Psilocybe não constitui produção de drogas. Os esporos de cogumelos e os kits de cultivo no México são legais e são vendidos abertamente na Internet. Vários partidos políticos propuseram reclassificar os cogumelos com psilocibina, permitindo a pesquisa científica. |
| Moldávia                 | Ilegal | Ilegal | Ilegal | Ilegal | A psilocina/psilotsina e a psilocibina estão presentes na lista oficial de substâncias proibidas. |
| Nepal                    | Legal | Legal | Legal | Legal | Os cogumelos mágicos são substâncias não controladas no Nepal. |
| Noruega                  | Ilegal | Ilegal | Ilegal | Ilegal | Na Noruega, os cogumelos mágicos são especificamente proibidos de acordo com a regulamentação explícita relativa aos narcóticos. |
| Nova Zelândia            | Ilegal | Ilegal | Ilegal | Ilegal | Na Nova Zelândia, a psilocibina e a psilocina são drogas de classe A, o que as coloca na classe mais alta de compostos ilícitos, juntamente com a heroína e o LSD. O 'Misuse of drugs act 1975' lista as espécies 'Conocybe, Panaeolus ou Psilocybe' especificamente. |
| Países Baixos            | Legal como trufas | Legal como trufas | Legal como trufas | Legal como trufas (culturas ativas de micélio e esporos legais) | Desde dezembro de 2008, a posse de cogumelos psicoativos secos e frescos é proibida por lei. O Openbaar Ministerie – o gabinete do promotor holandês – declarou que o processo será iniciado com a posse de 0,5 g de cogumelos psicoativos secos ou 5 g de cogumelos psicoativos frescos. A posse dessas pequenas quantidades é permitida e não levará a uma acusação criminal. Antes de dezembro de 2008, os cogumelos psicoativos não processados não eram cobertos pela lei do ópio, tornando-os legais para possuir, consumir e vender, e podiam ser comprados em "lojas inteligentes" especializadas em etnobotânicos . Embora uma brecha legal que não proíba espécies de cogumelos psicoativos como trufas tenha levado à venda generalizada dessas "trufas mágicas" em lojas inteligentes em todo o país. Desde setembro de 2019, as trufas mágicas são totalmente tributadas e legalizadas. |
| Polónia                  | Ilegal (ilegal quando contém psilocibina/psilocina. Legal quando contém muscimol, ácido ibotênico, muscarina ou qualquer outra substância psicoativa ou psicotrópica que não seja psilocibina ou psilocina)          | Ilegal (ilegal quando contém psilocibina/psilocina. Legal quando contém muscimol, ácido ibotênico, muscarina ou qualquer outra substância psicoativa ou psicotrópica que não seja psilocibina ou psilocina) | Ilegal (ilegal quando contém psilocibina/psilocina. Legal quando contém muscimol, ácido ibotênico, muscarina ou qualquer outra substância psicoativa ou psicotrópica que não seja psilocibina ou psilocina) | Cogumelos ilegais que fornecem contêm psilocibina ou psilocina. Kits de cultivo, esporos e micélio, portanto, são legais. | A psilocibina e a psilocina são consideradas ilegais, mas não as espécies de fungos em si. Os kits de esporos de cogumelos e os kits de cultivo são legais e são vendidos abertamente nas lojas. |
| Portugal                 | Ilegal (descriminalizado) | Ilegal (descriminalizado) | Ilegal (descriminalizado) | Ilegal (descriminalizado) | A política de drogas de Portugal descriminalizou a posse de todas as drogas. |
| Reino Unido              | Ilegal | Ilegal | Ilegal | Ilegal (os esporos são legais para microscopia) | A partir de 18 de julho de 2005, tanto os cogumelos psilocibinos frescos quanto os "preparados" (isto é, secos, cozidos ou transformados em chá) tornaram-se ilegais no Reino Unido; os cogumelos frescos já estavam amplamente disponíveis, até mesmo em lojas, mas a seção 21 da Lei de Drogas de 2005 tornou os cogumelos psicodélicos frescos ("fungos contendo psilocibina"), uma droga de Classe A. A posse e o uso de psilocibina e psilocina são proibidos desde a Lei de 2005, mas os esporos de cogumelos, que não contêm psilocibina, não são regulamentados. Os kits de cultivo podem ser comprados legalmente em sites especializados porque não contêm psilocibina e psilocina. |
| Roménia                  | Ilegal | Ilegal | Ilegal | Ilegal | Psilocibina em qualquer forma é ilegal. |
| Rússia                   | Ilegal | Ilegal | Ilegal | Ilegal, mas os esporos são sempre legais | Psilocibina em qualquer forma é ilegal. |
| Samoa                    | Ilegal | Ilegal | Ilegal | Ilegal | De acordo com a Lei de Narcóticos de Samoa de 1967, a posse de cogumelos contendo psilocibina é ilegal, além de a psilocibina e a psilocina serem classificadas como narcóticos de Classe A. |
| Sérvia                   | Ilegal | Ilegal | Ilegal | Ilegal | Psilocibina em qualquer forma é ilegal. |
| Sri Lanka                | Ilegal | Ilegal | Ilegal | Legal para interesses públicos e pesquisas ou experimentos | Embora sua presença e uso sejam extremamente raros no país, os cogumelos psilocibinos também são proibidos no Sri Lanka. Em 2016, uma mulher local foi presa e ficou famosa por importar ilegalmente cogumelos mágicos dos Estados Unidos, no valor de cerca de Rs 250.000, e traficar para um grupo seleto de pessoas. |
| Suécia                   | Ilegal | Ilegal | Ilegal | Esporos (e kits de cultivo) são legais; é legal cultivar micélio, mas não corpos frutíferos. | |
| Suíça                    | Ilegal, mas a posse descriminalizada é punível com multa | Ilegal | Ilegal | Ilegal | Embora a psilocibina e a psilocina tenham sido listadas há muito tempo como substâncias controladas na Suíça, os cogumelos em si só foram especificamente proibidos em 2002, inicialmente pela Agência Suíça de Produtos Terapêuticos e, mais tarde, por uma revisão da Lei Suíça de Narcóticos em 2008. Até 2002, os cogumelos mágicos estavam prontamente disponíveis na Suíça e, de acordo com uma agência médica suíça, sua proibição foi uma tentativa de impedir sua crescente popularidade no país. No entanto, algumas autoridades locais de saúde e legais criticaram a proibição dos cogumelos mágicos, uma vez que pesquisas mostraram que ela teve pouco impacto na redução de seu consumo no país. |
| Taiwan                   | Ilegal | Ilegal | Ilegal | Ilegal | Em Taiwan, os cogumelos com psilocibina são ilegais. Eles são considerados uma droga de categoria 2, juntamente com a maconha e a anfetamina. |
| Tailândia                | Ilegal (não aplicado) | Ilegal (não aplicado) | Ilegal (não aplicado) | Ilegal (não aplicado) | Cogumelos com psilocibina são ilegais, mas são comumente vendidos abertamente em empresas. O governo tailandês planeja cultivar cogumelos contendo psilocibina com o propósito de pesquisar seus potenciais efeitos terapêuticos. Se os estudos forem bem-sucedidos, os cogumelos contendo psilocibina podem ser removidos da lista de narcóticos de 'Categoria 5' do país. |
| Turquia                  | Ilegal | Ilegal | Ilegal | Ilegal (os esporos são legais para microscopia) | Na Turquia, cogumelos mágicos são tratados como psilocibina, o que é ilegal. A venda, o cultivo e a posse podem levar a processo. |
| Ucrânia                  | Ilegal | Ilegal | Ilegal | Ilegal (esporos são legais) | A psilocibina em qualquer forma é ilegal. De acordo com o Código Penal Ucraniano, corpos fetais de fungos contendo psilocibina são considerados uma substância psicotrópica, e a dose, que acarreta responsabilidade criminal, é de 0,01 g de psilocibina, é cerca de 30-40 g de cogumelos frescos. No entanto, a legislação não proíbe a venda de esporos de cogumelos para cultivo com a finalidade de coleta. |
| Uruguai                  | Descriminalizado | Ilegal | Ilegal | Ilegal | No Uruguai, a psilocibina e a psilocina são mencionadas na lista federal de substâncias controladas; o Uruguai foi o primeiro país da América do Sul a descriminalizar a posse de toda e qualquer droga. De acordo com o Decreto n° 403/016, todas as espécies de fungos do gênero Psilocybe sp. são ilegais para venda como composto medicinal, e outros gêneros de fungos que contêm psilocibina, como Copelandia, Pluteus e Conocybe também são mencionados no documento. |
| Vietname                 | Ilegal (não aplicado) | Ilegal (não aplicado), cogumelos mágicos são vendidos e fornecidos abertamente | Ilegal (não aplicado) | Ilegal (não aplicado), legal para pesquisa médica ou científica | No Vietnã, a psilocibina e a psilocina foram adicionadas à lista de substâncias proibidas em 2018 por meio do Decreto 73. Cogumelos mágicos para uso ornamental feitos por pessoas ou pesquisas científicas feitas por médicos ou psiconautas não são totalmente legais no Vietnã. |